# پرینسن‌کامپ
پرینسن‌کامپ (به هلندی: Prinsenkamp) یک آبادی در هلند است که در نی‌کرک واقع شده‌است.